# عبدالمجید عین‌الدوله
عین‌الدوله، سلطان عبدالمجید میرزا اتابک اعظم (۱۲۲۴ خورشیدی در تهران – ۱۰ آبان ۱۳۰۶ خورشیدی در تهران)، پسر سلطان احمد میرزا عضدالدوله (پسر چهل‌وهشتم فتح‌علی‌شاه) و یکی از چهره‌های سیاسی برجسته در دوران پادشاهی مظفرالدین‌شاه و از مخالفان سرسخت جنبش مشروطهٔ ایران بود. عین‌الدوله وزیر اعظم دورهٔ مظفرالدین‌شاه و احمدشاه بود. او در تاریخ معاصر ایران عمدتاً به عنوان شخصیتی مرتجع و سرسخت شناخته می‌شود.

## زندگی و آغاز کار
عبدالمجید میرزا، پسر سلطان احمد میرزا عضدالدوله و نوهٔ فتحعلی‌شاه بود. او تحت تعلیم یک معلم خصوصی قرار داشت اما فقدان علاقه و انگیزه‌اش برای تحصیل، منجر به کنارگذاشته‌شدن او از دارالفنون شد. او را برای خدمت نزد ولی‌عهد وقت یعنی مظفرالدین میرزا به تبریز فرستادند و آنجا مهارت‌های اداری و خطاطی را آموخت. او به نسب سلطنتی خود افتخار می‌کرد و به تکبر، فخرفروشی، زورگویی و بدجنسی معروف بود. گفته شده که او یکی از درباریان تندخو، بی‌ادب و طمعکار بوده است.
او کارنامهٔ حرفه‌ای خود را در دربار مظفرالدین‌میرزا در تبریز و به عنوان نائب اصطبل آغاز کرد که در واقع معاون امیرآخور محسوب می‌شد و مدتی بعد در سال ۱۳۰۳ ق. به مقام امیرآخور رسید. پس از آن والی‌گری چند منطقه در آذربایجان را به دست آورد. در سال ۱۳۰۶ ق. (سپتامبر ۱۸۹۰)، هنگامی که والی قاجارآباد (ارسباران) بود، ناصرالدین‌شاه در بازگشت از سومین سفر اروپایی خود در آذربایجان بیمار شد و به کمک ژان باتیست فوریه پزشک خصوصی ناصرالدین‌شاه از مرگ نجات پیدا کرد. ظاهراً خبر احتمال مرگ شاه را عین‌الدوله به ولی‌عهد داده و پس از بهبود شاه، به‌خاطر تندی و بی‌ملاحظگی‌اش در این کار، به‌شدت تنبیه شده است.
در ۱۳۰۹ قمری (۹۲–۱۸۹۱ میلادی)، عبدالمجید میرزا در کنار سمت امیرآخور، والی‌گری اردبیل، مشگین و قرچه‌داغ با رتبهٔ امیرتومان و همچنین ریاست خالصه‌جات سلطنتی در آذربایجان را در اختیار داشت. در ۱۳۱۰ ق. (۹۳–۱۸۹۲ م) ناصرالدین‌شاه عنوان «عین‌الدوله» را به او اعطا کرد.

## دوران مظفرالدین‌شاه
در زمان رسیدن مظفرالدین‌شاه به پادشاهی (۱۳۱۳ ق. - ۱۸۹۶ م)، عین‌الدوله مدتی بود که ریاست دربار ولیعهد در آذربایجان را برعهده داشت. هرچند عین‌الدوله مورد اعتماد مظفرالدین‌شاه بود و در میان ملازمان آذربایجانی پادشاه جدید شخصیتی تأثیرگذار محسوب می‌شد، اما ارتقای او در ساختار قدرت، به‌خاطر وجود رقبای دیگر، مدتی به تأخیر افتاد. علی‌اصغرخان امین‌السلطان (صدراعظم کشور تا جمادی‌الثانی ۱۳۱۴) موفق شد عین‌الدوله را به‌عنوان والی به مازندران بفرستد. در زمان کابینهٔ فرمانفرما (نوامبر ۱۸۹۶ تا آوریل ۱۸۹۷)، عین‌الدوله از والی‌گری مازندران استعفا داد و به زیارت عتبات عالیات رفت.
در ۱۳۱۷ ق. (۱۸۹۹ م) عین‌الدوله والی لرستان و خوزستان بود و توانست حدی از ثبات را در این مناطق برقرار کند. او و برادرش وجیه‌الله میرزا (در آن زمان ملقب به سپهسالار)، قدرتمندترین دشمنان امین‌السلطان اتابک اعظم محسوب می‌شدند. در دومین سفر اروپایی مظفرالدین‌شاه (۱۹۰۲ م) این دو برادر نیابت سلطنت کشور را برعهده گرفتند. عین‌الدوله با علمای مخالف اتابک اعظم و روزنامه‌نگاران در ارتباط بود و سرکردهٔ جریان مخالف با اتابک اعظم قلمداد می‌شد. در حالی که شاه قول صدراعظمی را به او داده بود.
با ادامهٔ نارضایتی عمومی، عین‌الدوله با وضع خودسرانهٔ مالیات بر نانوایی‌ها و کشتارگاه‌ها، نفع زیادی برد. او به واسطهٔ روابطش با دشمنان اتابک اعظم، در ایجاد شرایط منتهی به برکناری اتابک از صدراعظمی (جمادی‌الثانی ۱۳۲۱ - سپتامبر ۱۹۰۳) به‌خصوص انتشار تکفیرنامه علیه او، نقش داشت. عین‌الدوله همچنین اتابک را تحریک کرد تا رقیبش حکیم‌الملک را برکنار کند.
انگلیسی‌ها پس از خالی‌کردن پشت اتابک اعظم که حامی وفادار آنها بود، حالا طرفدار دشمنان او خصوصا عین‌الدوله و برادرش وجیه‌الله میرزا شده بودند. این دو نفر، مظفرالدین‌شاه را متقاعد کردند که می‌توانند نظم و امنیت کشور را دوباره برقرار کنند. عین‌الدوله ابتدا به عنوان وزیر داخله (سپتامبر ۱۹۰۳)، سپس وزیر اعظم (ژانویه ۱۹۰۴) و پس از آن صدراعظم (سپتامبر ۱۹۰۴) منصوب شد. مدت کوتاهی پس از آن، عنوان اتابک اعظم هم به او اعطا شد.
سختگیری عین‌الدوله در امور دربار و مملکت، در ابتدا او را قادر ساخت که از گسترش بیشتر بی‌نظمی در کشور پیشگیری کند. او می‌توانست حمایت برخی رقبای میرزا علی‌اصغرخان اتابک را به دست بیاورد اما برخورد درشت و خشن او با روحانیون، به‌ویژه طلاب، موقعیت او را تضعیف کرد. علمای صاحب‌نفوذ به‌زودی به دو گروه طرفداران و مخالفان عین‌الدوله تقسیم شدند و حتی برخی مخالفان او حامی بازگشت میرزا علی‌اصغرخان اتابک به قدرت بودند. اقدامات مستبدانهٔ عین‌الدوله برای حل بحران مالی (از جمله کاهش هزینه‌های دربار و وضع مالیات جدید)، افزایش نفوذ مقامات بلژیکی در گمرکات و دیگر بخش‌های حکومت، و طمع و مال‌اندوزی شخصی عین‌الدوله، جزو عواملی بودند که باعث شدند عین‌الدوله هم مثل اسلاف خود، دشمنان مختلفی پیدا کند.
مخالفان روس‌ها، بلژیکی‌ها و سیاست‌های عین‌الدوله، از شنیدن اخبار مشکلات روسیهٔ تزاری (از جمله شکست از ژاپن در ۱۹۰۵–۱۹۰۴ و انقلاب ۱۹۰۵) دلگرم شدند. کارزاری گسترده متشکل از بازرگانان، تجددخواهان و علما، علیه عین‌الدوله و ژوزف نوز بلژیکی که چند مقام رسمی مهم را در اختیار داشت، به راه افتاد. همچنین، انتشار عکسی از ژوزف نوز در لباس آخوندی که در یک مهمانی بالماسکه برداشته شده بود، خشم روحانیون را برانگیخت. در این میان، انتشار خبر سومین سفر مظفرالدین‌شاه به اروپا، نارضایتی‌ها را افزایش داد. در این سفر (تابستان ۱۹۰۵)، عین‌الدوله نیز شاه را همراهی کرد و حفظ امنیت تهران به ولیعهد محمدعلی‌میرزا سپرده شد که دست به اقدامات سختگیرانه و خشنی می‌زد. از ابتدای سال ۱۹۰۵، تشکل‌های مخفیانه به ایجاد نارضایتی و اعتراض بیشتر در میان تجار و علما دامن می‌زدند خصوصاً در مشهد، تبریز و تهران که منجر به بست‌نشینی در حرم شاه عبدالعظیم در آوریل ۱۹۰۵ شد. این ناآرامی‌ها گاهی رنگ و بوی نژادی یا مذهبی علیه یهودیان، بابیان، ارمنی‌ها و غیره نیز می‌گرفت. در کرمان هم نزاعی فرقه‌ای میان شیخی‌ها و بالاسری‌ها درگرفت.

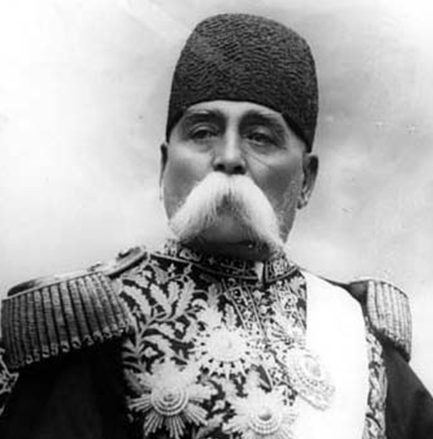
عین‌الدوله

یکی از رویدادهای مهم دیگر، اعتراض و تظاهرات علیه ساخت بنای جدید بانک روس در یک زمین موقوفه در تهران بود (نوامبر ۱۹۰۵) و پس از آن اقدامات انقلابی در سراسر کشور آغاز شد. پس از بازگشت عین‌الدوله، والی منصوب او در تهران یعنی میرزا احمدخان علاءالدوله، چند تاجر تهرانی را به فلک بست و همین امر، سلسله‌ای از رویدادها را آغاز کرد که منتهی به صدور فرمان مشروطیت شد. سرکوب تظاهرکنندگان باعث شد علما در تهران و حرم شاه عبدالعظیم دست به یک بست‌نشینی گسترده بزنند (ژانویه ۱۹۰۶) و این بست‌نشینی نهایتاً منجر به برکناری علاءالدوله و قول تشکیل عدالت‌خانه شد. پس از سرکوب اعتراض‌ها در تهران و استان‌های دیگر، علما در رویدادی موسوم به «هجرت کبری» به قم رفتند و تجار، طلاب، واعظان و دیگران نیز در محوطه سفارت‌خانه انگلیس در قلهک تهران، بست‌نشینی گسترده‌ای ترتیب دادند. در کنار تقاضای تشکیل عدالت‌خانه و مجلس شورای ملی و نظام مشروطه، معترضان بر برکناری عین‌الدوله و ژوزف نوز بلژیکی هم پافشاری می‌کردند. قبل از صدور فرمان مشروطیت، عین‌الدوله در ۹ جمادی‌الثانی ۱۳۲۴ (۳۱ ژوئیه ۱۹۰۶) برکنار شد و میرزا نصرالله‌خان مشیرالدوله جای او را گرفت.
عین‌الدوله به مبارک‌آباد و ورامین رفت و نهایتاً در شهر فریمان که ملک شخصی او در استان خراسان بود سکنی گزید و به مدت حدوداً دو سال از سیاست کناره‌گیری کرد.

## دوران محمدعلی‌شاه
پس از به‌توپ بستن مجلس (ژوئن ۱۹۰۸) و شدت‌گرفتن مقاومت مشروطه‌خواهان در تبریز، عین‌الدوله را به عنوان والی آذربایجان، همراه با محمدولی‌خان تنکابنی سپهدار اعظم به آذربایجان فرستادند تا قیام را سرکوب کند. تلاش‌های او برای وادار کردن مشروطه‌خواهان به تسلیم یا مذاکره بی‌نتیجه بود و سربازان حکومت در چندین نبرد در اطراف تبریز، از سربازان مشروطه شکست خوردند (اکتبر ۱۹۰۸). پس از مدتی محمدولی‌خان سپهدار اعظم به مشروطه‌خواهان پیوست و عین‌الدوله که حتی به‌عنوان والی از سوی انجمن تبریز به رسمیت شناخته نشده بود مجبور شد در باسمنج اردو زد. پس از ماه‌ها محاصرهٔ تبریز، سربازان روسیهٔ تزاری وارد تبریز شدند. عین‌الدوله به تهران رفت و دربارهٔ عملکرد انجمن تبریز و عدم حمایت دیپلمات‌های ساکن در تبریز به محمدعلی‌شاه گزارش داد و سپس در خانهٔ خود نشست.

## دوران احمدشاه
پس از فتح تهران به دست نیروهای مشروطه‌خواه، عین‌الدوله حاضر نشد به کشورهای خارجی پناهنده شود و برای نجات جان و آزادی خود، املاکش در قره‌باغ را به دولت بخشید. در ازای پرداخت پیشکشی قابل‌توجه، قول والی‌گری فارس را نیز به او دادند اما انتصاب او به‌خاطر مخالفت شدید حسن تقی‌زاده منتفی شد. هرچند برای مراسم افتتاح دورهٔ دوم مجلس شورای ملی (نوامبر ۱۹۰۹) از عین‌الدوله دعوت کردند اما او به مدت چهار سال هیچ سمت دولتی نداشت و در این حین، به‌خاطر جعل سند خرید املاک در فریمان، تحت پیگرد قانونی بود.
در صفر ۱۳۳۱ (ژانویه ۱۹۱۳)، عین‌الدوله در کابینهٔ میرزا محمدعلی‌خان علاءالسلطنه به عنوان وزیر داخله منصوب شد و به اخباری که در روزنامه‌های اروپایی دربارهٔ ایران منتشر می‌شد توجه خاصی داشت. او در دولت بعدی یعنی کابینهٔ مستوفی‌الممالک هم سمتش را حفظ کرد اما پس از استعفای مستوفی‌الممالک، عین‌الدوله هم از سمت خود کنار رفت (مارس ۱۹۱۳). او در جمادی‌الثانی ۱۳۳۳ (آوریل ۱۹۱۵) به عنوان نخست‌وزیر و وزیر جنگ منصوب شد اما پس از آنکه از وزیر داخله‌اش یعنی فرمانفرما (که مرتکب خطای سیاسی دشمنی با عثمانی‌ها شده بود)، او را استیضاح کردند و مجبور به استعفا شد (ژوئیه ۱۹۱۵). طی قحطی ۱۲۹۸–۱۲۹۶ ایران، عین‌الدوله دستور داد با گندم حاصل املاکش نان بپزند و رایگان میان فقرا توزیع می‌کرد. در صفر ۱۳۳۶ (نوامبر ۱۹۱۷)، عین‌الدوله باز هم وزیر اعظم شد اما به خاطر عدم تأیید انگلیس، دشمنی دموکرات‌های تهران، و انتقاد وزرای او از نمایندگان آذربایجان در مجلس شورای ملی، استعفا داد (ربیع‌الاول ۱۳۳۶ - ژانویه ۱۹۱۸). در کابینهٔ دوم وثوق‌الدوله (۹۹–۱۲۹۷ ش) عین‌الدوله والی آذربایجان شد و باید با قیام شیخ محمد خیابانی مقابله می‌کرد. او پس از این به مقام سیاسی دیگری منصوب نشد.
در جریان کودتای ۳ اسفند ۱۲۹۹، عین‌الدوله جزو مقاماتی بود که دستگیر و جریمه شدند. هرچند او توانسته بود با ارث و میراث و مقاماتی که در حکومت داشت ثروتی جمع کند اما به‌خاطر قرض‌هایی که در اولین دورهٔ صدراعظمی خود برای کشور گرفته بود، به‌شدت بدهکار بود. توضیح آنکه برخلاف عرف معمول دولت قاجار، مظفرالدین‌شاه او را شخصاً مسئول بازپرداخت این قرض‌ها کرده بود که گفته می‌شود بالغ بر سه کُرور (یک میلیون و پانصدهزار) تومان بوده است. این بدهی زندگی او را فلج کرده بود و طلبکاران دائم به آزار او می‌پرداختند، خصوصاً حالا که نفوذ خود در حکومت را از دست داده بود.

## خانواده و مرگ
در سال ۱۲۸۹ قمری (۷۳–۱۸۷۲ میلادی)، عین‌الدوله با یکی از دختران مظفرالدین میرزا به نام انیس‌الدوله ازدواج کرد که پیش از به‌دنیا آوردن فرزند از دنیا رفت. تنها پسر عین‌الدوله، میرزامحمد شمس‌الملک عضدالدوله، فردی خوش‌گذران بود که باقیمانده ثروت پدرش را به باد داد و نهایتاً به فقر و افلاس افتاد.
عین‌الدوله در ۷ جمادی‌الاول ۱۳۴۵ (مصادف با ۱۰ آبان ۱۳۰۶ و ۲۳ نوامبر ۱۹۲۶) درگذشت.

## شخصیت عین‌الدوله
اغلب معاصران عین‌الدوله و نویسندگان مدرن، عین‌الدوله را شخصیتی مرتجع و بی‌وجدان می‌دانند که ثروت خود را از طریق احتکار، اخاذی و اختلاس جمع کرده است؛ هرچند عین‌الدوله به اندازهٔ اتابک امین‌السلطان با ژوزف نوز نزدیک نبود؛ اما باز هم تجسم استبداد قاجاری و نماد گذشته‌ای محسوب می‌شد که باید به دست نیروهای انقلابی از بین می‌رفت. هرچند عین‌الدوله بعدها کمی آزادی‌خواه‌تر شد و حدی از شجاعت از خود نشان داد، اما هم‌عصران او این تغییر رفتار (به‌خصوص در قبال فقرا) را صرفاً تلاش او برای حفظ نفوذ سیاسی خود قلمداد می‌کردند. در سالیان اخیر تلاش‌هایی برای ترمیم وجههٔ او انجام شده است؛ از جمله، ستایش شجاعت و جوانمردی او، مخالفت او با نفوذ خارجی و موفقیت نسبی او در برنامه‌ریزی اقتصادی به‌خصوص در کاهش هزینه‌های دربار. خشونت و سرکوب او عمدتاً معطوف بود به بازاری‌های ناراضی، و نه روشنفکران رادیکال.

## باغ و عمارت عین‌الدوله
عین الدوله باغ و عمارتی در مبارک‌آباد بنا نهاد که در آن عصر، بیرون از حصار ناصری تهران بود و در محلهٔ پاسداران واقع شده است.